# Macizo de Revolcadores
El Macizo de Revolcadores, también denominado como Sierra Seca, es el más elevado de la Región de Murcia, en España. Se encuentra en el extremo oeste del municipio de Moratalla. Está declarado como lugar de importancia comunitaria (LIC).

## Localización
Se encuentra próxima a la sierra de la Cuerda de la Gitana, cuya divisoria —con cima en la Peña de Moratalla, de 1974 m— marca el límite con el municipio de Nerpio y la provincia de Albacete. 

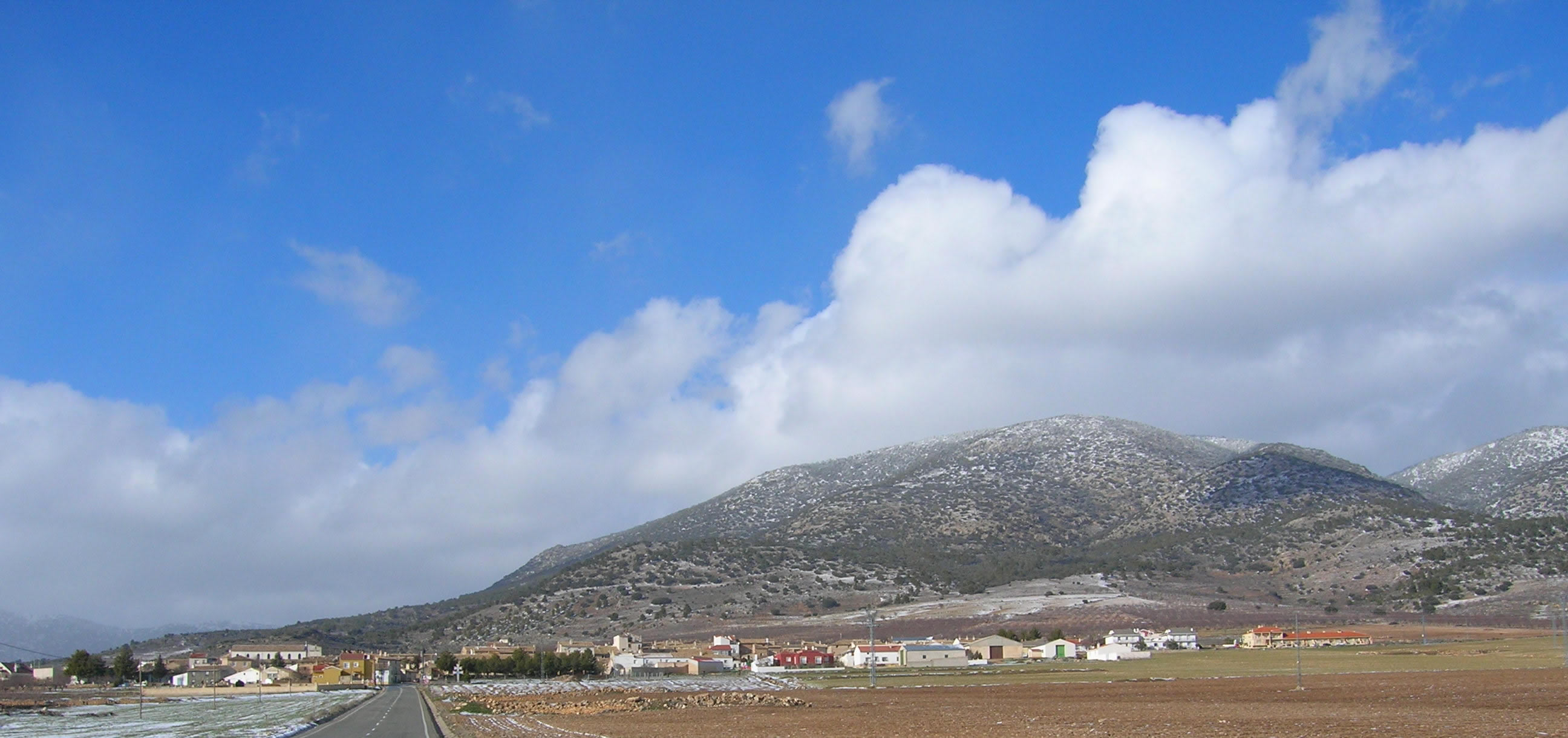
Vista de Cañada de la Cruz a los pies del Revolcadores.

Al sur del macizo se localiza la pedanía de Cañada de la Cruz (1290 m sobre el nivel del mar); al este, la de Inazares; al oeste, el valle de la Rogativa; y al norte se comunica con la sierra de Villafuerte

## Altitud
Tradicionalmente se ha considerado que el pico de Revolcadores era el más alto, con 2027 metros de altura; pero en las mediciones de los últimos mapas del SNIG (Servicio Nacional de Información Geográfica de España) Revolcadores figura con 1999 m y es una cumbre del mismo macizo, ligeramente más septentrional, la más elevada: Los Obispos, con 2014 m de altitud. Algo más oriental, en el mismo macizo, se halla el pico de Los Odres, de 1876 m.

## Geología
El Macizo de Revolcadores posee un relieve kárstico muy peculiar, con numerosas simas y cavidades fruto de la erosión de la roca caliza. 
Las tres cimas de Revolcadores son bastante llanas, de aspecto poco llamativo ya que el macizo se alza desde una base que se encuentra ya a bastante altitud (unos 1200 metros aproximadamente) por lo que su prominencia es de 800 metros. En sus lados sur y este no presenta pendientes escarpadas, siendo mayor el desnivel de su vertiente oeste, que da al valle de la Rogativa.

## Flora y fauna
Predominan las encinas y los pinos carrascos, con presencia también de pinus nigra y pinus pinaster, con abundante sotobosque moteado con romero, lentisco, enebro, tomillo y esparto.
Entre su fauna se encuentran animales como el águila, el buitre leonado, la cabra montesa, el jabalí y el halcón peregrino entre otras.

## Accesibilidad
Es un destino habitual del excursionismo de montaña de la región, especialmente en los días de nieve, a pesar de que las tormentas pueden ser intensas y repentinas. La otra gran dificultad del macizo es así mismo meteorológica: las nieblas cerradas.